# برنادت سوچ
برنادت سوچ (انگلیسی: Bernadette Szőcs؛ زادهٔ ۵ مارس ۱۹۹۵) یک بازیکن تنیس روی میز مجارستانی‌تبار و اهل رومانی است.
مجموع مدال‌های این بازیکن در سال ۲۰۲۳ شامل ۲۱ مدال طلا، ۱۲ مدال نقره و ۱۵ مدال برنز است.